# Moulay Hicham
El príncipe Moulay Hicham de Marruecos (nacido el 12 de marzo de 1964 en Rabat) es el primo del actual Rey de Marruecos, Mohammed VI. Moulay Hicham es el hijo del príncipe Moulay Abdalá, hermano del rey Hasán II y de Lalla Lamia Solh, hija de la mujer siria Fayza Al-Jabiri y su esposo Riad Solh, el primer Primer Ministro del Líbano. Por su madre, también es primo del príncipe Al Waleed Bin Talal de Arabia Saudita, cuya madre, Mona, es otra hija de Riad Solh.
Ha recibido el apodo de "El Príncipe Rojo" por su compromiso con la democratización del régimen político marroquí, lo que le ha llevado a criticar públicamente en varias ocasiones, la monarquía marroquí. Sus declaraciones le han proporcionado cierta exposición mediática así como ciertas tensiones en su relación con Hasán II y su sucesor, Mohamed VI.
En la actualidad vive en Estados Unidos, donde en 1985 fundó el Institute for the Transregional Study of the Contemporary Middle East, North Africa, and Central Asia en la Universidad de Princeton.
En enero de 2023, Hicham Moulay fue expulsado de Túnez cuando acudió a celebrar allí una conferencia organizada por la edición árabe del mensual francés Le Monde Diplomatique..

## Trabajos publicados
- Journal d'un prince banni, Demain, le Maroc (2014)[4] ISBN 9782246851653

## Distinciones honoríficas
- Gran Oficial de la Orden del Infante Don Enrique (República Portuguesa, 26/03/1993).[5]